# Notation musicale catalane
 (avril 2020).
Si vous disposez d'ouvrages ou d'articles de référence ou si vous connaissez des sites web de qualité traitant du thème abordé ici, merci de compléter l'article en donnant les références utiles à sa vérifiabilité et en les liant à la section « Notes et références ».
 (avril 2020).

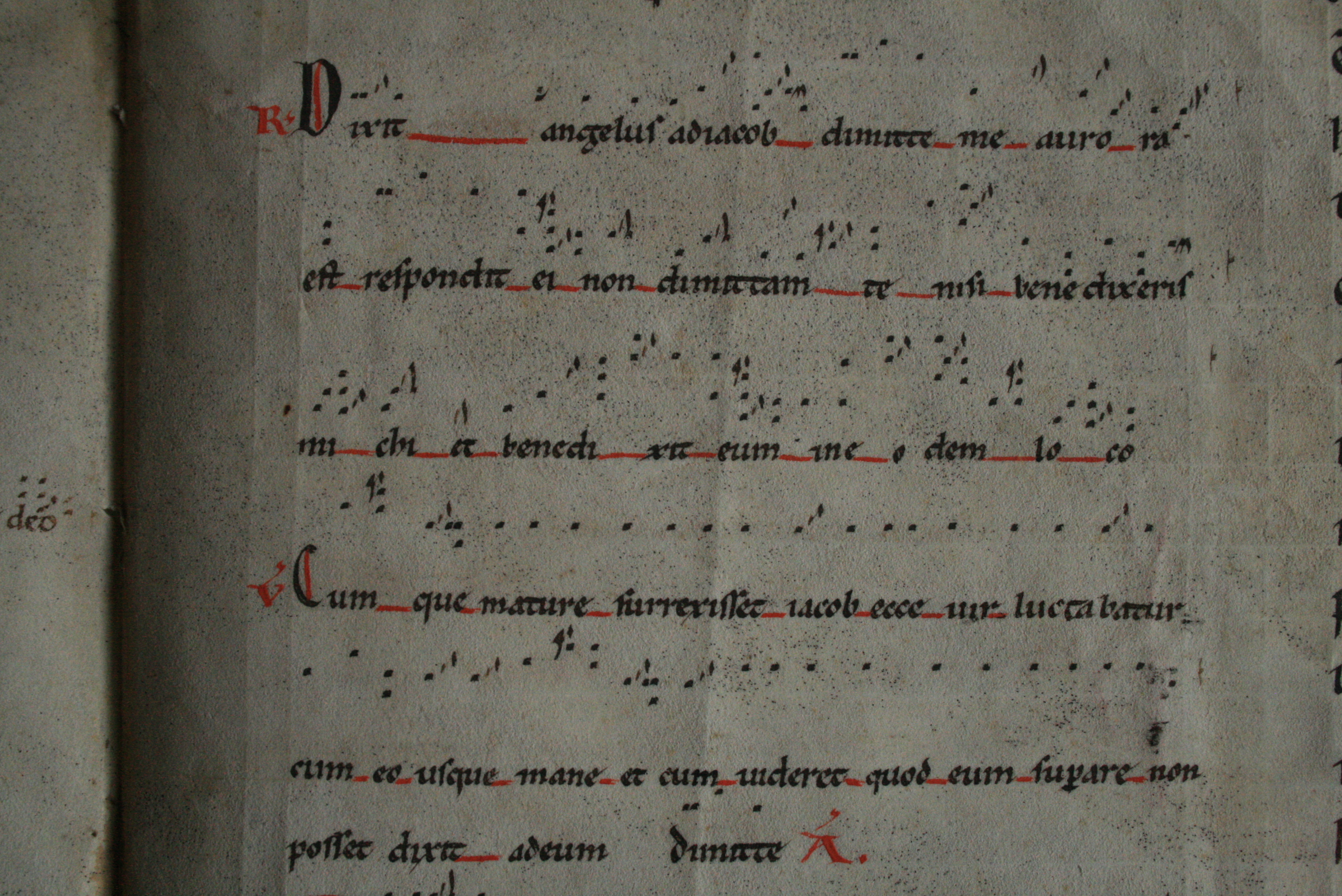
Notation musicale catalane

La Notation musicale catalane est une des typologies de notation neumatique du chant grégorien qui a été en vigueur dans l'Occident européen depuis des fin du IXe siècle jusqu'au XIIe siècle. Il s'agit, donc, d'une notation musicale grégorienne de caractère mnémotechnique, pour aider à la mémoire des cantors à souvenir la mélodie des chants liturgiques de l'époque. Il s'agit d'une typologie absolument différenciée des autres, qui a un développement complet et qu'il disparaîtra à la fin du XIIe siècle devant les énormes avantages d'adaptation à la diastematie de la notation aquitaine, qui sera celle que finira en faisant le pas à la notation carrée du chant grégorien.
Son apparition, au IXe siècle, est parallèle à celle de plusieurs notations neumatiques Européennes dans le courant d'unification liturgique propre de l'époque. Probablement créée au milieu liturgique du diocèse de Narbonne, il a accompagné le procès d'implantation de nouveau de la liturgie chrétienne pendant le procès de conquête territoriale par partie des comtes catalans de l'époque haut-médiévale. Le premier manuscrit daté que nous en conservons est l'acte de consécration de l'église de Sant Andreu de Tona de l'an 889 (Bibliothèque de Catalunya, parchemin 9.135 2-VIII-2), bien qu'il y a autres manuscrits de la même époque ou peut-être légèrement plus anciens.
Le nom de notation catalane lui fut donné pour la première fois en 1906 par Dom Maur Sablayrolles, moine d'En-Calcat résident alors en Catalogne, en détectant pendant ses études sur des manuscrits grégoriens la présence d'une notation qu'il méconnaissait dans des codex qu'il trouvait en Catalogne.
Appartient à la famille des neumes-accents et il a une morphologie unique qui la fait singulière en tous les aspects (axe neumatique, morphologie concrète de chaque neume, liens graphiques entre chaque signe neumatique, neumes en composition, etc.).
Depuis des débuts avec l'écriture de quelques signes neumatiques de caractère très archaïque avec nombreux liens, ira en évoluant vers l'individualisation des neumes et une meilleure distribution des espaces graphiques. Au XIIe siècle, les scribes de cette notation l'adaptent aux besoins de la diastematia pour atteindre un meilleur résultat de mémoire pour les chanteurs. Mais les importantes relations des institutions ecclésiastiques catalanes avec celles d'Occitanie dans cette époque, et les avantages techniques et pédagogiques de la notation aquitaine, finiront en provoquant la disparition de la notation catalane qui ne rattrapera pas s'adapter complètement à l'apparition de la portée d'une et deux lignes habituel dans cette période. La notation catalane finira en étant oubliée et n'arrivera pas au XIIIe siècle.